# 杰弗里·库茨曼
杰弗里·戈登·库茨曼（英語：Jeffrey Gordon Kurtzman，1940年－），美国钢琴家、音乐学家、编辑。他是圣路易斯华盛顿大学的音乐学教授，以研究17世纪意大利宗教音乐而闻名，尤其是蒙特威尔第的《圣母晚祷》。

## 生平
库茨曼在科罗拉多大学学习钢琴，1963年获得钢琴表演学位。1965年至1968年，他在伊利诺伊大学学习音乐学，1972年以论文《1610年蒙特威尔第晚祷及其与17世纪初意大利宗教音乐的关系》获得博士学位。他从1975年起在萊斯大學任教，1982年被任命为教授，自1986年起担任圣路易斯华盛顿大学音乐学教授。
库茨曼以研究文艺复兴和早期巴洛克时期的意大利宗教音乐而闻名，尤其是蒙特威尔第的《圣母晚祷》。他为卡魯斯出版社编辑了蒙特威尔第的音乐作品，包括宗教音乐集《道德与圣灵之森》及其节选。1999年，他为牛津大學出版社编写了《圣母晚祷》的考证版，随后撰写了《1610年蒙特威尔第晚祷：音乐、背景、演奏》一书。一位评论者将其描述为“全面”和“权威”的著作，涵盖了蒙特威尔第作品在其同时代人背景下的音乐和演奏考量。评论者注意到作者在演奏方面的知识和“敏锐的音乐直觉”，如速度、调音、音高和移调、声乐技巧、发音和装饰、以及数字低音的实现等。
库茨曼与安妮·施诺贝伦共同出版了一本意大利印刷宗教音乐目录，收录了约2000部弥撒和其他礼仪功能的作品。他编辑了亚历山德罗·格兰迪的全集，并共同创立了17世纪音乐学会。